# Prodex
Die PRODEX ist eine internationale Fachmesse für Werkzeugmaschinen, Werkzeuge und Fertigungsmesstechnik.
Die Prodex wird seit 2002 alle zwei Jahre in der Schweizer Stadt Basel veranstaltet. Veranstalter ist die Exhibit & More AG.

## Programm
Die Veranstaltung wird in Zusammenarbeit mit den Branchenverbänden Swissmem und tecnoswiss, organisiert. In den Hallen 1.0, 1.1 und 5.0 der Messe Basel bildet die PRODEX im Kompaktformat das Weltangebot ab. Dabei werden die Aussteller nicht thematisch nach Produkten zusammengefasst, sondern präsentieren sich im Sinne von Prozessketten. Dies ermöglicht die Darstellung von Bearbeitungsprozessen.

## Prodex Award
Bei der Messe werden internationale Leistungen mit einem Schweizer Preis im Bereich Fertigung und Produktion ausgezeichnet. Eine Jury sichtet die Bewerbungsdossiers und prüft ihre Qualität. Als Bewertungskriterien gelten: Neuheit und Originalität der Idee, Qualität der praktischen Umsetzung und Marktpotenzial. Es werden jeweils zehn Firmen für den Award nominiert.
Die Jury setzt sich aus Persönlichkeiten der Schweizer Technologieszene zusammen. Die Siegerehrung des Awards findet jeweils am Ausstellerabend der Prodex statt.
Bis anhin wurde der Award dreimal verliehen.

### Preisträger
- 2008

Platz 1: H.P. Müller Werkzeugmaschinen AG mit der Profilschleifmaschine Amada Wasino DV 1-P
Platz 2: Leica Microsystems (Schweiz) AG mit dem Stereo-Mikroskop Leica M205C
Platz 3: Sia Abrasives Industries AG mit der Werkzeug-Schnittstelle Siastar
- 2010

Platz 1: Agie Charmilles Sales mit dem ITM-System
Platz 2: Fehlmann AG mit der Picomax 56 Top
Platz 3: L. Kellenberger & Co. AG mit ihrer Hauser Koordinatenschleifmaschine
- 2012

Platz 1: Schleifmaschinenhersteller Fritz Studer AG
Platz 2: Mikron Tool SA Agno
Platz 3: GF Agie Charmilles
- 2014

Platz 1: Mikron Tool SA Agno
Platz 1: Fritz Studer AG
Platz 2: GF Machining Solutions
Platz 3: Röhm (Schweiz) AG

## Weitere Fachmessen
Weitere Fachmessen auf diesem Gebiet sind die EMO Hannover, die Intec in Leipzig und die METAV in Düsseldorf.